# Pascual Sala Sánchez
Pascual Sala Sánchez (València, 18 de juny de 1935) és un jurista valencià. Ha ocupat la presidència del Tribunal Suprem i del Consell General del Poder Judicial entre 1990 i 1996, el 2004 fou escollit membre del Tribunal Constitucional i president d'aquest òrgan el 2011. Llicenciat en dret a la Universitat de València és expert en Dret Administratiu i procés contenciós administratiu, i ha publicant diverses obres sobre aquestes matèries.
Durant el Franquisme va formar part de Justicia Democrática, que va estar integrada per professionals de l'àmbit judicial oposats a la dictadura i partidaris d'establir la democràcia a Espanya. Durant el període democràtic, Pascual Sala va ser membre de l'associació professional Jueces para la Democracia fins a ser nomenat president del Tribunal Suprem i del Consell General del Poder Judicial.
Pascual Sala ingressar a la carrera judicial el 1962 i va accedir per oposició al lloc de magistrat de la jurisdicció contenciosa administrativa, tasca que va desenvolupar entre 1972 i 1982.
El 1982 va ser nomenat conseller del Tribunal de Comptes pel Congrés dels Diputats a proposta del PSOE, arribant a ser elegit president de la Secció d'Enjudiciament. Quatre anys després es va convertir en magistrat del contenciós administratiu del Tribunal Suprem i el 1988 va ser elegit president del Tribunal de Comptes pels membres d'aquest tribunal.
El 7 novembre de 1990 Pascual Sala es va convertir en president del Tribunal Suprem i del Consell General del Poder Judicial, obtenint tretze dels vint vots dels vocals d'aquest últim. Durant la seva presidència va haver de fer front en el Consell al conflicte que va mantenir el vicepresident, el conservador José Luis Manzanares, amb els vocals “progressistes” i als problemes derivats de les baixes de Juan Alberto Belloch i María Teresa Fernández de la Vega, per esdevenir membres del govern de Felipe González com a ministre de Justícia i Interior i secretària d'Estat respectivament.
Va adquirir especial rellevància l'escàndol que va provocar la baixa del jutge Lluís Pascual Estevill, vocal del Consell, arran de veure's aquest implicat en diversos processos judicials per corrupció, pels que va acabar sent condemnat en ser considerat culpable dels greus delictes de suborn, extorsió, prevaricació continuada i detencions il·legals.

El 1994 es manifestà perquè les disputes polítiques al Congrés i el Senat Espanyol no impedissin l'elecció de membres del CGPJ El 26 de juliol de 1996 Pascual Sala va ser substituït en les presidències del Tribunal Suprem i del Consell pel magistrat Javier Delgado Barrio retornant al seu lloc com a magistrat del Tribunal Suprem.
L'any 2004 fou nomenat, conjuntament amb Ramón Rodríguez Arribas, membre del Tribunal Constitucional (TC) a proposta del Consell General del Poder Judicial i el 20 gener 2011 va ser elegit el seu president fruit de la renovació, llargament posposada, del terç corresponent al Senat en el que cessà la seva anterior presidenta María Emilia Casas. Com a membre del TC s'ha caracteritzat per l'oposició d'utilitzar aquest òrgan com una tercera cambra legislativa especialment en el cas dels recursos d'inconstitucionalitat presentats contra l'Estatut d'Autonomia de Catalunya de 2006.

## Obres
- Derecho de la edificación. J. M. Bosch Editor. Barcelona, 2001 – ISBN 84-7676-784-6
- Derecho procesal administrativo. Centro de Estudios Ramón Areces. Madrid, 2001 – ISBN 84-8004-464-0
- Jurisdicción y competencia en el proceso contencioso-administrativo: problemas de delimitación competencial en la nueva Ley Reguladora de la Jurisdicción Contencioso-administrativa. Editorial Bosch. Barcelona, 2002 – ISBN 84-7676-816-8